# Kanton Pampelonne
Der Kanton Pampelonne war bis 2015 ein französischer Wahlkreis im Arrondissement Albi, im Département Tarn und in der Region Midi-Pyrénées. Hauptort war Pampelonne. Vertreter im Generalrat des Départements war von 2008 bis 2015 Guy Malaterre (PS).
Der Kanton war 162,22 Quadratkilometer groß und hatte 3656 Einwohner, was einer Bevölkerungsdichte von 23 Einwohner pro Quadratkilometer entsprach. Im Mittel lag er 415 Meter über Normalnull, zwischen 196 und 606 Meter. 

## Gemeinden
Der Kanton bestand aus neun Gemeinden:
| Gemeinde             | Einwohner Jahr | Fläche km² | Bevölkerungsdichte | Code INSEE | Postleitzahl |
| -------------------- | -------------- | ---------- | ------------------ | ---------- | ------------ |
| Almayrac             | 282 (2013)     | –          | – Einw./km²        | 81008      | 81190        |
| Jouqueviel           | 102 (2013)     | –          | – Einw./km²        | 81110      | 81190        |
| Mirandol-Bourgnounac | 1.053 (2013)   | –          | – Einw./km²        | 81168      | 81190        |
| Montauriol           | 46 (2013)      | –          | – Einw./km²        | 81172      | 81190        |
| Moularès             | 280 (2013)     | –          | – Einw./km²        | 81186      | 81190        |
| Pampelonne           | 815 (2013)     | –          | – Einw./km²        | 81201      | 81190        |
| Sainte-Gemme         | 854 (2013)     | –          | – Einw./km²        | 81249      | 81190        |
| Tanus                | 526 (2013)     | –          | – Einw./km²        | 81292      | 81190        |
| Tréban               | 45 (2013)      | –          | – Einw./km²        | 81302      | 81190        |